# Henri Vidal (acteur)
Pour les articles homonymes, voir Henri Vidal et Vidal.
Henri Vidal est un acteur français, né à Clermont-Ferrand le 26 novembre 1919 et mort à Paris le 10 décembre 1959.

## Biographie

### Origines
Henri Lucien Raymond Vidal naît le 26 novembre 1919, à Clermont-Ferrand. Son père, Eugène Jules Vidal (1888-1947), originaire de Pontgibaud, en Auvergne, fait toute sa carrière chez Michelin ; sergent durant la Première Guerre mondiale, il participe à la bataille de Verdun et reçoit la croix de guerre 1914-1918. Sa mère, Hélène Grograin (1889-1979), est originaire de Chamalières. Henri est le deuxième de leurs cinq fils. La famille a vécu à Clermont-Ferrand, à Lyon puis Chatou.

### Carrière
À 17 ans, il se rend seul à Paris. Grâce à son talent et à sa beauté, Henri Vidal se lance dans une carrière d'acteur au théâtre avant d'être élu « Apollon de l'année 1939 ». Repéré par Édith Piaf, il fait ses débuts au cinéma, aux côtés de la chanteuse, dans le film Montmartre-sur-Seine en 1941.
Il épouse, en mars 1943, l'actrice Michèle Cordoue, connue sous le nom de Michèle Allégret, dont il divorce en juillet 1946,.
René Clément met à profit ses capacités d'acteur dans Les Maudits en 1947.
Le 6 février 1950, il épouse Michèle Morgan qu'il a rencontrée lors du tournage du péplum Fabiola d'Alessandro Blasetti (1949), et avec qui il forme un des couples les plus mythiques du cinéma français des années 1950. Il enchaîne avec elle plusieurs films qui confirment son succès, faisant de lui un des grands acteurs de sa génération, à l'instar de Jean Marais, notamment les drames La Belle que voilà de Jean-Paul Le Chanois (1950) et L'Étrange Madame X de Jean Grémillon (1951). Il continue dans la veine dramatique en jouant dans La Jeune Folle d'Yves Allégret (1952) et dans Les salauds vont en enfer de Robert Hossein (1955).
Outre son épouse Michèle Morgan, il a comme partenaires quelques-unes des plus séduisantes actrices des années 1950 : Françoise Arnoul, Brigitte Bardot, Dany Carrel, Mylène Demongeot, Dawn Addams, Sophia Loren, Romy Schneider, Marina Vlady.

### Mort
Dépressif, Henri Vidal sombre dans l'addiction à la drogue et meurt d'une crise cardiaque en 1959 (quelques jours après Gérard Philipe, un autre grand « jeune premier » du cinéma français) dans une clinique où il faisait une cure de désintoxication, alors qu'il habite avec Michèle Morgan, le premier étage de l'hôtel Lambert, sur l'île Saint-Louis, à Paris. Son dernier film, Voulez-vous danser avec moi ?, sort huit jours plus tard...
Henri Vidal est inhumé au cimetière de Pontgibaud dans le Puy-de-Dôme.

## Hommage
En août 2010 Pontgibaud, la commune où Henri Vidal est inhumé, tient une grande exposition rétrospective de sa carrière, à l'occasion du cinquantenaire de sa mort : l'un de ses frères, Jacques Vidal, y évoque la carrière de l'acteur,.
Une salle municipale  de spectacles porte son nom à Pontgibaud.

## Filmographie
- 1941 : Montmartre-sur-Seine de Georges Lacombe, avec Édith Piaf : Maurice Cazaux
- 1943 : Port d'attache de Jean Choux : Raymond
- 1943 : Mermoz de Louis Cuny : doublure physique de Robert Hugues-Lambert[8]
- 1944 : L'Ange de la nuit d'André Berthomieu : Bob
- 1946 : Étrange Destin de Louis Cuny : Alain de Saulieu
- 1947 : Les Maudits de René Clément : le docteur Guilbert
- 1947 : L'Éventail d'Emil-Edwin Reinert : Pierre
- 1948 : Le Paradis des pilotes perdus de Georges Lampin : le capitaine Bertrand
- 1949 : Fabiola d'Alessandro Blasetti avec Michèle Morgan : Rhual
- 1950 : La Belle que voilà de Jean-Paul Le Chanois, avec Michèle Morgan : Pierre Leroux
- 1950 : La Passante d'Henri Calef : François Malard
- 1950 : Quai de Grenelle d'Emil-Edwin Reinert, avec Françoise Arnoul : Jean-Louis Cavalade, chasseur de serpents
- 1951 : Vedettes sans maquillage, court métrage documentaire de Jacques Guillon : lui-même
- 1951 : Le Rendez-vous de Cannes, court métrage d'Eddie Petrossian
- 1951 : L'Étrange Madame X de Jean Grémillon, avec Michèle Morgan : Étienne, menuisier
- 1952 : C'est arrivé à Paris d'Henri Lavorel et John Berry : Vladimir Krasnya
- 1952 : Les Sept péchés capitaux, film à sketches, épisode La Gourmandise de Carlo Rim : le docteur Henri/Antonin
- 1952 : La Jeune Folle d'Yves Allégret : Steve
- 1952 : Violence charnelle (Art. 519 codice penale) de Leonardo Cortese : Renato Berti
- 1953 : Les femmes mènent le jeu (Scampolo '53) de Giorgio Bianchi : Enrico Saochi
- 1954 : Attila, fléau de Dieu (Attila) de Pietro Francisci, avec Sophia Loren : Aetius
- 1954 : Orient-Express de Carlo Ludovico Bragaglia, supervisé par Roberto Rossellini : Jacques Ferrand
- 1955 : Napoléon de Sacha Guitry : le maréchal Murat
- 1955 : Série noire de Pierre Foucaud : Léo Fardier
- 1955 : Port du désir d'Edmond T. Gréville : Michel, un scaphandrier
- 1955 : Les salauds vont en enfer, de Robert Hossein, avec Marina Vlady : Pierre Macquart
- 1957 : Action immédiate de Maurice Labro : Francis Coplan
- 1957 : Porte des Lilas de René Clair, avec Dany Carrel : Pierre Barbier, l'assassin en cavale
- 1957 : Une manche et la belle d'Henri Verneuil, avec Mylène Demongeot : Philippe Delaroche
- 1957 : Charmants Garçons d'Henri Decoin : Jo, dit « Kid Chabanne », boxeur
- 1957 : Une Parisienne de Michel Boisrond, avec Brigitte Bardot : Michel Legrand
- 1958 : Sois belle et tais-toi de Marc Allégret, avec Mylène Demongeot : l'inspecteur Jean Morel
- 1959 : Les Naufrageurs de Charles Brabant, avec Dany Carrel : Yann Lecoeur
- 1959 : Sursis pour un vivant (Pensione Edelweiss) de Víctor Merenda et Ottorino F. Bertolucci avec Lino Ventura : Jean Monnier
- 1959 : Pourquoi viens-tu si tard ? d'Henri Decoin, avec Michèle Morgan : Walter Hermelin
- 1959 : La Bête à l'affût de Pierre Chenal, avec Françoise Arnoul : Daniel Morane
- 1959 : Mademoiselle Ange (Ein Engel auf Erden) de Géza von Radványi, avec Romy Schneider : Pierre Chaillot
- 1959 : Voulez-vous danser avec moi ? de Michel Boisrond, avec Brigitte Bardot : Hervé Dandieu
- 1976 : Chantons sous l'Occupation, documentaire d'André Halimi : lui-même (images d'archives)

## Théâtre
- 1942 : Jeunesse de Paul Nivoix, théâtre Édouard-VII
- 1946 : Anne et le dragon de Raymond Caillava, mise en scène Nouno Nicas, théâtre Verlaine

### Ouvrage
- Pierre Cadars, Les Séducteurs du cinéma français : 1928-1958, H. Veyrier, 1982.

### Périodiques
- L'Écran français, no 118, 1947.
- Cinémonde, no 723, 1948.
- Paris Match, no 57, 22 avril 1950 : « Mariage de Michèle Morgan et Henri Vidal ».
- Ciné-Revue 1952, no 18.
- Mon Film Spécial, no 605, 26 mars 1958.
- Paris Match, no 558, 19 décembre 1959 : « Michèle Morgan pleure son grand amour ».
- Stars, no 13, juin 1992.